# Plasticidad fenotípica
La plasticidad fenotípica se refiere a cualquier cambio en las características de un organismo en respuesta a una señal ambiental. Es decir, la propiedad de un genotipo de producir más de un fenotipo cuando el organismo se halla en diferentes condiciones ambientales. Los cambios en los fenotipos dependen de factores como el pH, humedad, temperatura, fotoperiodo, estacionalidad, entre otros. A su vez, esta plasticidad se puede expresar también como cambios químicos, fisiológicos, del desarrollo, morfológicos, de conducta, etc., en respuesta a la variación de estas señales ambientales.
El tipo y grado de plasticidad son específicos de las condiciones ambientales y de los rasgos individuales de los organismos; por ejemplo, un mismo rasgo puede ser plástico en respuesta a cambios en la temperatura, pero no al cambio de nutrientes, o un cierto rasgo puede ser plástico en respuesta a la temperatura mientras que otro rasgo no. La plasticidad es el resultado de numerosos mecanismos fisiológicos,  incluyendo transcripción, traducción, regulación enzimática y hormonal, que producen respuestas locales o sistémicas.
La plasticidad fenotípica puede visualizarse y estimarse a través del uso de una “norma de reacción”. El término norma de reacción se refiere al conjunto de fenotipos que pueden ser producidos por un solo genotipo en un rango de diferentes condiciones ambientales. Esta es generalmente representada en forma de una función matemática que asocia los valores de uno o más parámetros ambientales a los valores de un rasgo fenotípico específico. Un carácter plástico presenta una norma de reacción variable en respuesta al ambiente, mientras que un carácter no-plástico presenta un valor ambientalmente invariable (una norma de reacción constante u horizontal en una gráfica del cambio fenotípico vs. el cambio ambiental).

## Plasticidad adaptativa y no adaptativa
La plasticidad puede ser adaptativa o no. Para conocer si la plasticidad de un rasgo es adaptativa es necesario medir la correlación entre la plasticidad del rasgo y el promedio de adecuación entre los diferentes ambientes donde surge. La plasticidad adaptativa es la tendencia de un genotipo de expresar un fenotipo que aumente su habilidad de sobrevivir y reproducirse en un ambiente dado. La plasticidad no adaptativa incluye cualquier respuesta a una condición ambiental que no aumente la adecuación de éste.
Comúnmente la plasticidad fenotípica es considerada lo opuesto a canalización; el término canalización Conrad Hal Waddington es usado para describir un proceso de cambio que va dirigido hacia la reducción de la sensibilidad del fenotipo tanto a variables ambientales como alélicas. Es decir, se refiere a la condición de un sistema del desarrollo que es amortiguado en contra de variaciones genéticas o ambientales.  Sin embargo, la norma de reacción puede ser canalizada.
La plasticidad fenotípica adaptativa probablemente juega un papel muy importante en la habilidad de una especie para tolerar y posteriormente adaptarse a un cambio brusco en las condiciones del ambiente, y puede ser definida simplemente como la norma de reacción que resulta en la producción de un fenotipo que se encuentra en la misma dirección que el valor óptimo favorecido por la selección en el nuevo ambiente. La plasticidad adaptativa por lo tanto, puede reducir la probabilidad de extinción en un nuevo ambiente, además de permitir a las poblaciones moverse más fácilmente de un pico adaptativo a otro.
La adaptación a un nuevo ambiente a través de la plasticidad fenotípica puede conllevar la conversión de variación inducida ambientalmente no heredable a variación heredable. El proceso por el cual esta variación inducida ambientalmente no heredable se convierte en una variación adaptativa heredable es frecuentemente referido como “asimilación genética”. La asimilación genética es un proceso por el cual, un rasgo inducido ambientalmente se logra expresar constitutivamente después de un proceso de selección, es decir, se expresa incondicionalmente, independientemente del ambiente (se fija genéticamente). Conrad H. Waddington (1953) mostró experimentalmente este hecho usando Drosophila melanogaster; en un primer experimento aplicó descargas de calor a pupas de esta mosca para inducir la expresión de un nuevo fenotipo en el organismo adulto el cual mostraba venas cruzadas reducidas. Después de 14 generaciones de seleccionar artificialmente con las descargas de calor a las moscas que mostraban el nuevo rasgo plástico, algunas moscas ya producían el fenotipo de venas cruzadas reducidas sin ser sometidas a la descarga de calor.  En un segundo experimento, Waddington expuso huevos de la mosca a éter para inducir un nuevo fenotipo anormal “bitórax” en el adulto. Después de 29 generaciones de seleccionar artificialmente el nuevo rasgo, las moscas ya producían el fenotipo de bitórax en la ausencia del éter, y este nuevo rasgo era heredable. La asimilación genética de un rasgo puede favorecer la evolución de la plasticidad en otros rasgos, ya que mientras un rasgo se vuelve invariable a las condiciones ambientales, puede incrementar la expresión condicional o presión de selección sobre la plasticidad de otro rasgo en el mismo organismo.
Por su potencial para generar un fenotipo de forma casi inmediata en respuesta al ambiente, la plasticidad fenotípica juega un papel muy importante en facilitar el surgimiento de fenotipos divergentes dentro de las poblaciones y, dados los mecanismos de asimilación y estabilización discutidos arriba, subsecuentemente conducir a la diversificación. En particular, cuando la selección direccional o disruptiva favorece un nuevo fenotipo, las vías genéticas del desarrollo que subyacen la plasticidad proveen inmediatamente una respuesta amplia de la población al ambiente y una variación genética sobre la cual puede actuar la selección, promoviendo la evolución de diversos fenotipos. Una vez inducidos, los fenotipos promovidos por el ambiente pueden ser refinados por la selección a través de diferentes procesos evolutivos.

## Restricciones de la plasticidad fenotípica
Las restricciones de la plasticidad fenotípica tienen un gran número de implicaciones ecológicas y evolutivas. Si no existieran restricciones a la plasticidad fenotípica, los organismos continuarían exhibiendo una plasticidad “infinita” o “perfecta”, expresando el mejor valor de cada rasgo en cada ambiente sin ningún costo por tener esa habilidad. Generalmente, los organismos no pueden producir consistentemente lo óptimo por las restricciones asociadas a ser plásticos. Por ejemplo, una restricción de la plasticidad es evidente cuando en el desarrolló un organismo no es capaz de producir un rasgo óptimo comparado con el que produce un organismo no plástico. Por otra parte, aún se necesita mayor información empírica para obtener una visión más completa de los mecanismos que producen las restricciones de la plasticidad, así como de la importancia y frecuencia de estas.

### Plasticidad fenotípica larvas de sapo
Un buen ejemplo de este proceso es el que podemos encontrar en los renacuajos de algunas especies de sapo. Ya que los renacuajos son sistemas eficaces para inducir una exploración ecológica en la que pueden tomar las mejores características, para tener más posibilidades de pasar a ser sapos adultos. Estas ranas ven alterado su fenotipo con la presión que pueden llegar a producir los depredadores en sus actividades; cuando buscan alimento inducen el estado de alerta en que se puedan encontrar los individuos, inducción de colas grandes o pequeñas en el cuerpo del renacuajo para agilidad frente a su depredador. Sin embargo estas inducciones fenotípicas para supervivencia traen consigo un gasto energético que es balanceado con un crecimiento más lento y extremidades o plan corporal reducido. Estos cambios se ven influenciado por efectos directo o indirectos producidos por el medio; los cambios directos son influenciados principalmente por los depredadores que son traducidos como cambios corporales y los cambios indirectos se producen por competencia interespecífica y cambios comportamentales en los renacuajos.

### Plasticidad fenotípica en el desarrollo de las plantas
La plasticidad fenotípica ha sido ampliamente estudiada en plantas, las cuales pueden presentar efectos muy drásticos en su crecimiento y desarrollo inducidos por el ambiente. Inicialmente, los estudios sobre las plasticidad en plantas se enfocaban principalmente en la descripción del crecimiento y morfología, como el tamaño de la planta, número de ramas, longitud de los internodos, etc. Recientemente, algunos estudios se han enfocado en los aspectos de la plasticidad que se relacionan más directamente con el éxito reproductivo y funcional de las plantas en el ambiente en el que se desarrollan y por lo tanto son evolutiva y ecológicamente importantes. Las plantas pueden responder a cambios en las condiciones del ambiente a través de la plasticidad de muchos aspectos de sus fenotipos. Por ejemplo, cambios anatómicos como la vasculatura de las hojas, el área de la esclerénquima, la estructura de los nódulos de la raíz en leguminosas, etc., puede variar con el ambiente.
Se ha observado que las plantas responden a las condiciones del ambiente no solo ajustando sus fenotipos, sino también los de su descendencia a través de cambios en la cantidad y calidad del suministro de nutrientes en las semillas, y en la estructura o bioquímica de la cubierta de las semillas y los tejidos frutales, etc. Por ejemplo, se ha demostrado que en la planta Mimulos guttatus  el daño en las hojas tempranas por herbivoría puede inducir un aumento en la densidad de tricomas en las hojas que aparecen posteriormente, demostrando que la producción de tricomas es un rasgo fenotípicamente plástico; además de esto, se observó que la inducción de más tricomas puede ser transmitida maternalmente y que existe variación genética en la capacidad de esta transmisión maternal. La inducción transgeneracional había sido observada solamente en otra especie. Agrawal llevó a cabo una serie de experimentos con el rábano silvestre (Raphanus raphinistrum), y demostró que tanto el daño por herbivoría causado por la oruga Pieris rapae, como tratamientos con ácido jasmónico en las plantas parentales incrementaban la resistencia relativa de las plantas de la progenie comparadas con el control. Aunque los mecanismos de la herencia transgeneracional de cambios en los fenotipos plásticos aun no son muy conocidos, posiblemente modificaciones post-traduccionales del ADN o proteínas a través de procesos como metilación, acetilación, etc., puedan estar llevándose a cabo y persistiendo en los organismos de la progenie.
El impacto ecológico y evolutivo de esta herencia transgeneracional, dada por la plasticidad fenotípica del organismo aun no es muy conocida y su relevancia aún está por ser evaluada. Pero puede decirse que esta inducción transgeneracional puede llegar a alterar la dinámica de la comunidad de herbívoros y las interacciones con otras especies. Los nuevos rasgos dados por la plasticidad fenotípica, podrían llegar a ser adaptativos, facilitando la supervivencia de los organismos que los poseen, seguido de un proceso de asimilación genética, ayudando a las poblaciones a expandirse dentro de nuevos ambientes, y adaptarse a otras formas de cambio ambiental.
Por otra parte, el papel de las hormonas en la percepción de las condiciones ambientales y su traducción en respuestas plásticas específicas aun es ampliamente desconocido. Los efectos de las hormonas vegetales en el desarrollo son particularmente complejos, ya que una determinada substancia y su concentración, pueden afectar diversas características que no dependen solamente del tejido o la célula involucrada, sino también de las condiciones ambientales y la edad y estado de desarrollo de la planta. Posiblemente, las diferencias en las poblaciones tanto en la producción como en la sensibilidad a diferentes hormonas vegetales pueda contribuir a generar los diferentes patrones de la respuesta plástica en las plantas, por lo que el estudio de poblaciones ecológicamente distintas puede ayudar a proveer información invaluable acerca de los mecanismos más próximos de sus respuestas plásticas.

### Plasticidad fenotípica en corales
Se han observado cambios fenotípicos notorios en diferentes especies; ejemplo de ello son: Pseudopterogorgia bipinnata, Briareum asbestinum, Eunicea flexuosa, Pseudopterogorgia elisabethae. En todos estos casos se encontró que, cambios ambientales inducidos, modifican estructuras macro y micro evolutivas. En estos individuos, uno de los factores que les puede afectar, es la presión, provocando que las especies a mayor profundidad traten de volverse más pequeñas. Sin embargo, también se ha comprobado que el impacto del oleaje puede llegar a afectar notoriamente el aspecto de los corales, ya que, al necesitar resistir más fuerzas por el oleaje, el coral tiende a volverse más compacto.

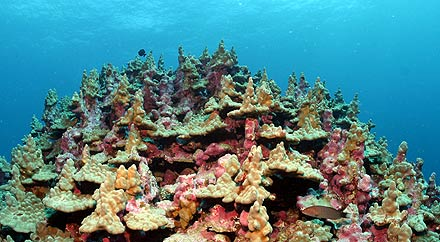
Colonias de Porites lobata en Hawái, en zona sin fuerte oleaje desarrolla proyecciones columnares
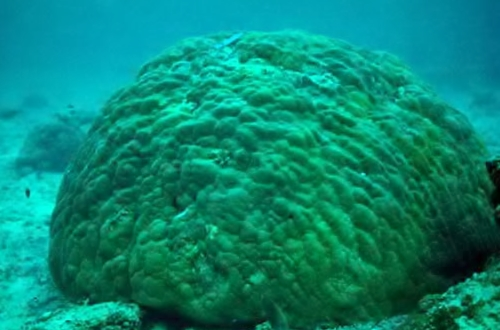
Porites lobata en Samoa Americana, con fuerte oleaje forma masas compactas
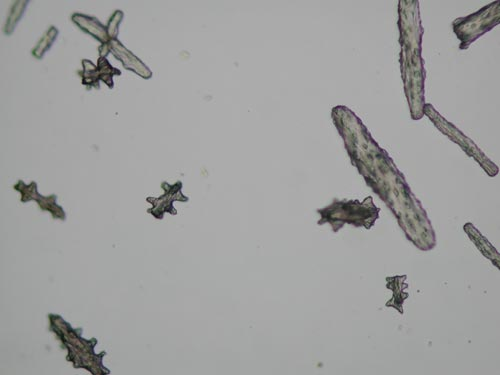
Escleritas en el tejido del "coral bambú" Isidella tentaculum
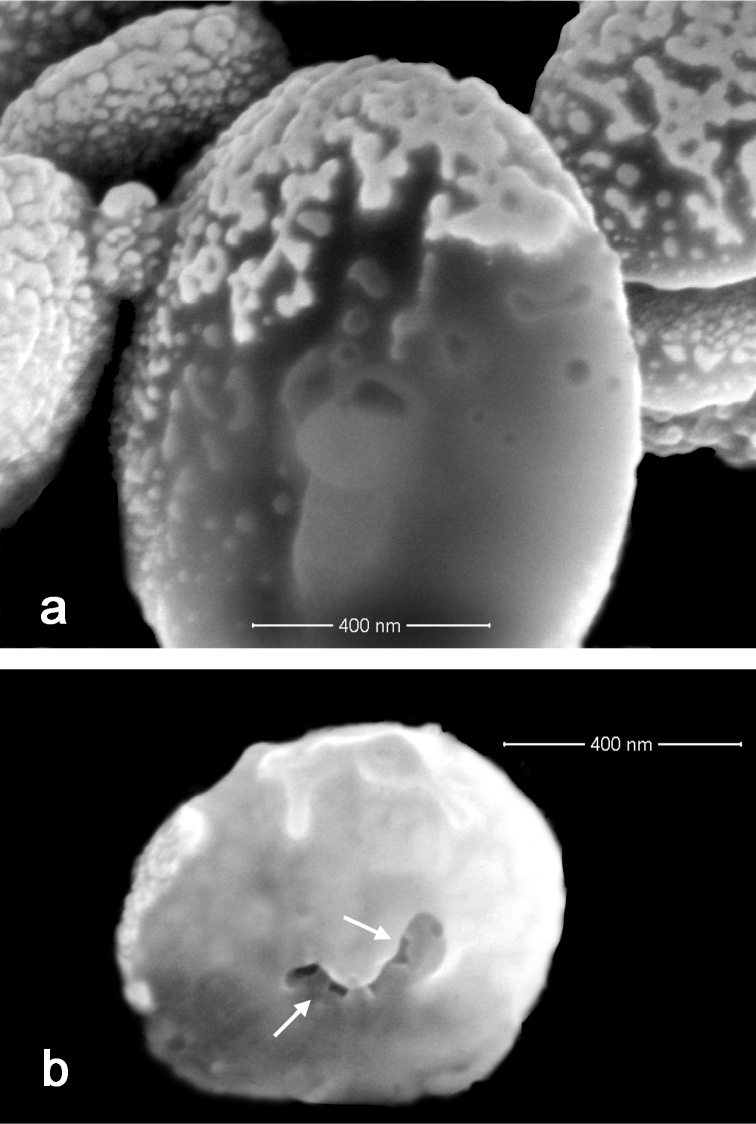
Escleritas de Ovabunda andamaniensis, coral de la familia Xeniidae.

Además de los ejemplos previamente citados, otros corales como los de la familia Gorgoniidae (orden Alcyonacea), que se encuentra entre una de las más diversas y abundantes dentro de aguas poco profundas tropicales y templadas, en los océanos Atlántico y Pacífico, presentan algunos rasgos fenotípicos que son un reto taxonómico, debido a su alta plasticidad, y a pesar de esto, han sido escasamente estudiados. Es por esto, que un buen método para la clasificación del género y sus especies es por medio de sus escleritas, de conformación calcárea, que cumplen diferentes roles, como el de soporte esquelético y estructura de defensa contra factores bióticos y abióticos. Aunque esta clasificación por escleritas puede llegar a soportar especies, algunos estudios revelan que estas estructuras morfológicas pueden llegar a variar entre la misma especie, debido a cambios de profundidad u otros factores, haciendo que esta identificación por escleritas pueda contener errores, no llegando a una buena clasificación, por lo cual, se ha tratado de estandarizar la clasificación de estas.

### Plasticidad fenotípica en artrópodos
En los artrópodos, la presencia de simbiontes intracelulares transmitidos de generación en generación, pueden llegar a parasitar su sistema reproductor produciendo una feminización de este.
De esta manera los endosimbiontes feminizantes hacen que los individuos genéticamente machos se transformen en hembras. Bacterias como la Wolbachia, Paramixidia o Microspiridia pueden ser distintos endosimbiontes feminizantes. El mecanismo de feminización es principalmente la inhibición de la diferenciación de la glándula androgénica, o sea, el bloque de la glándula que genera hormonas masculinas. La consecuencia directa es que aparece el fenotipo femenino en individuos genéticamente machos.
Un ejemplo se ve en la Oniscidea o Armadillidium vulgare, organismo diploide —con dos pares de patas— en la cual el sexo se halla determinado ancestralmente por los cromosomas sexuales. La feminización producida por una bacteria llamada Wolbachia genera hembras homogaméticas —una dotación cromosómica— y heterogaméticas —dos dotaciones cromosómicas—, pero un solo tipo de macho. Las investigaciones revelaron que algunas hembras eran genotípicamente machos, con lo cual la determinación sexual estaba determinada por el simbionte y no por los cromosomas.

### Otros ejemplos
- Un ejemplo muy ilustrativo de la plasticidad fenotípica se encuentra en los insectos sociales, colonias que dependen de la división de sus miembros en castas distinguidas, como obreros y soldados. Los individuos de las distintas castas difieren drásticamente, tanto físicamente como en su comportamiento. Sin embargo, las diferencias no son genéticas; estas surgen durante el desarrollo y dependen de la forma que tienen la reina y las obreras de tratar los huevos, manipulando factores como la dieta embriónica y la temperatura de incubación. El genoma de cada individuo contiene todas las instrucciones necesarias para desarrollarse en cualquiera de las formas, pero solo se activan los genes que forman parte del programa de desarrollo.
- Otro caso muy importante de plasticidad fenotípica es la capacidad del cerebro humano a modificar sus patrones morfológicos, las interacciones en sus modalidades sensoriales y sus patrones de secreción de neurotrasmisores. Estos cambios se originan en virtud de los factores externos e internos y representan el fenómeno denominado neuroplasticidad.
- En epidemiología, una teoría popular es que la incidencia en aumento del síndrome coronario agudo y la diabetes de tipo II en las poblaciones humanas que experimentan industrialización se debe a un desajuste entre el fenotipo metabólico determinado en el desarrollo y el entorno nutricional al que posteriormente se somete un individuo. Esto se conoce como hipótesis del 'fenotipo ahorrador'.

## Plasticidad fenotica yepigénesis
- Metilación de la citosina del ADN: es una modificación del ADN, en la que un grupo metilo es transferido desde S-adenosilmetionina a una posición C-5 de citosina por una ADN-5 metiltrasferasa. La metilación del ADN ocurre, casi exclusivamente, en dinucleótidos CpG, teniendo un importante papel en la regulación de la expresión del gen.
- Impronta genética: La impronta se manifiesta solo en organismos superiores. Cuando hablamos de imprinting, nos referimos a genes que pueden modificar su funcionamiento sin necesidad de un cambio en la secuencia del ADN. Este cambio en su forma de manifestarse que tienen los genes "imprintados" está generalmente a su origen parental. Un gen imprintado se manifiesta de una manera cuando su origen es paterno y de otra cuando proviene del gameto materno. Parece ser que existe un mecanismo celular que de algún modo "marca" o deja una impronta sobre todos los genes "imprintables" de acuerdo al sexo del individuo.
- Modificación de histonas: incluyendo acetilación, metilación y fosforilación

También hay que indicar que la célula, no puede sintetizar los orgánulos "de novo", por ello además de la información que contiene el ADN, una célula necesita información epigenética en forma de al menos una proteína característica en la membrana del orgánulo que se quiera sintetizar. Esta información es transmitida desde la membrana del padre a la de la progenie en forma del propio orgánulo.
Sin embargo al nombrar estos mecanismos, hay que recordar que "indirectamente", al analizar el origen de cada proceso en sí mismo, aun estarían involucrados genes; como por ejemplo los genes de la enzima ADN-metiltransferasa, histonas, etc.